# Pikling

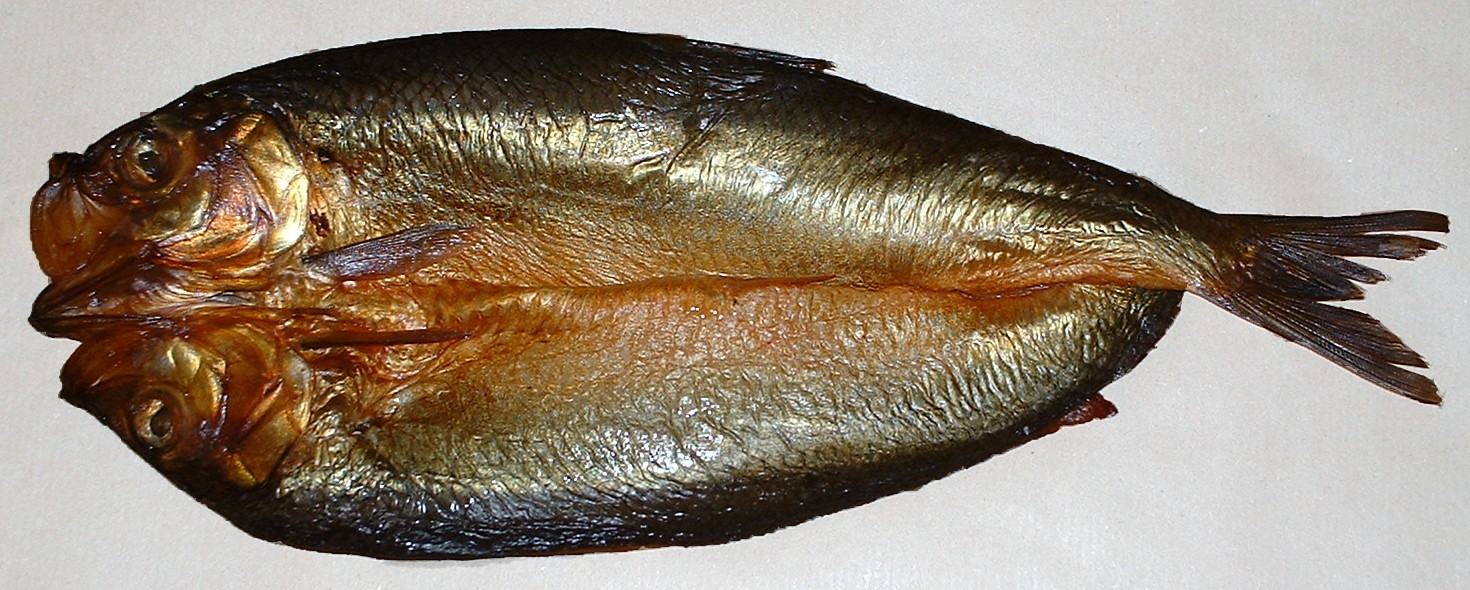
Piklingi

Pikling – handlowa nazwa wędzonego śledzia. Pikling jest to śledź wędzony w całości – z wnętrznościami (w tym również z mleczem lub ikrą). Pikling pochodzi z kuchni niemieckiej, a przyrządza i spożywa się go również w Polsce, na Wyspach Brytyjskich, w Holandii oraz w Norwegii. Wędzone na gorąco w dymie o temperaturze powyżej 40 stopni Celsjusza, nie wymagają gotowania.